# NGC 3215
NGC 3215 é uma galáxia espiral (Sbc) localizada na direcção da constelação de Draco. Possui uma declinação de +79° 48' 45" e uma ascensão recta de 10 horas, 28 minutos e 40,8 segundos.
A galáxia NGC 3215 foi descoberta em 26 de Setembro de 1802 por William Herschel.